# Kanō Takanobu

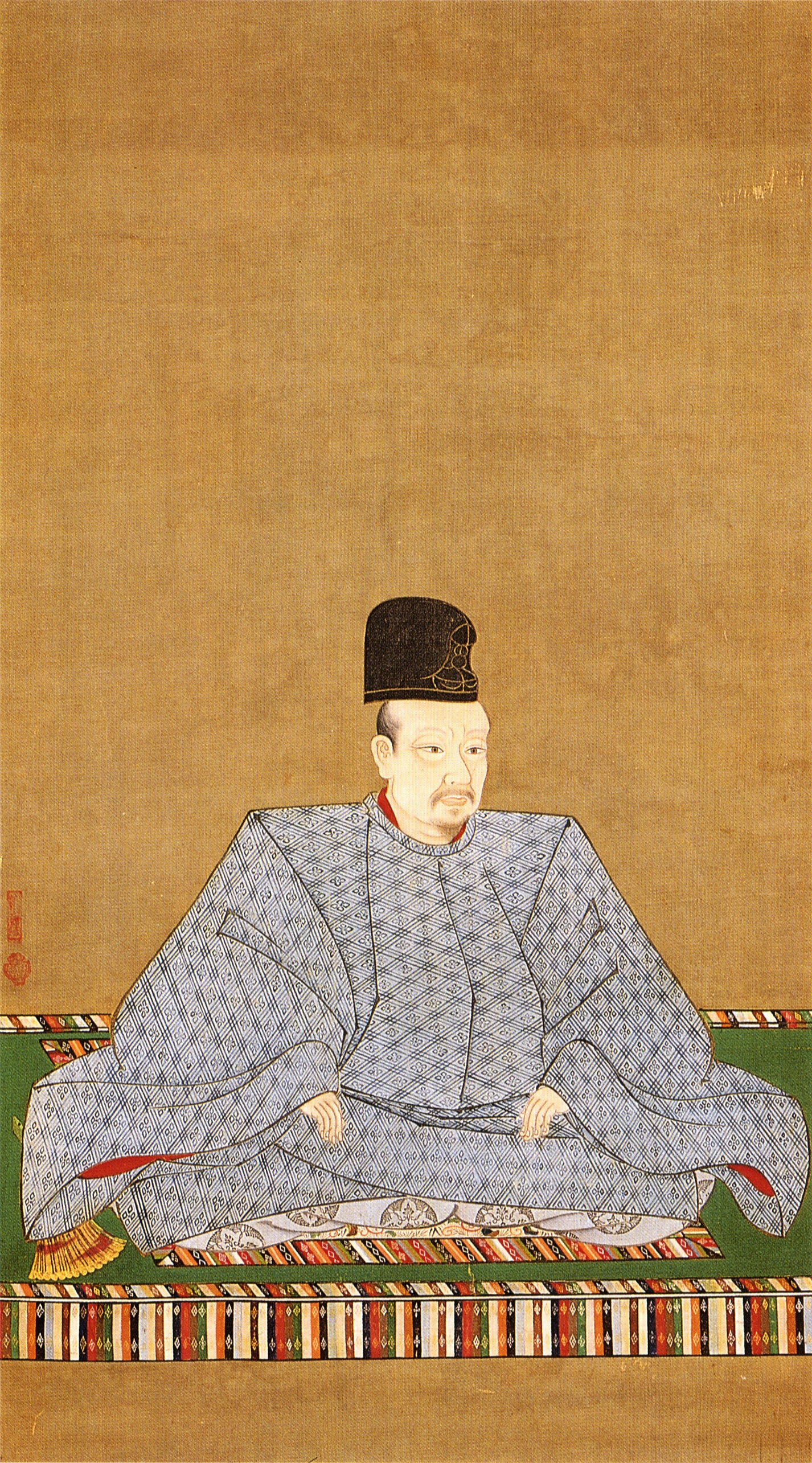
Retrato del emperador Ga-Yōzei, ca. 1610s, color sobre seda, 107.2 x 60.2 cm

Kanō Takanobu (狩野 孝信, 1 de diciembre de 1571–18 de octubre de 1618), apodado Ukonshōgen, fue un pintor japonés de la Escuela Kanō de pintura durante el periodo Azuchi–Momoyama (1573–1615). Era el padre de Kanō Tannyū, uno de los pintores más importantes de la escuela.

## Vida y carrera
Takanobu nació en Kyoto en el 25º día del 11º mes del 2º año de Genki. Era el hijo más joven de Kanō Eitoku (1543–1590), pintor principal de la Escuela Kanō  y hermano pequeño de Kanō Mitsunobu.
Cuando Kanō Naganobu (1577–1654) - el hermano de Eitoku - se puso a las órdenes del ascendente shogunato Tokugawa y se mudó a su capital administrativa, Edo (Tokio) hacia 1610-1615, Takanobu se quedó en Kioto, donde los pedidos que recibía indicaban que era uno de los favoritos de la Corte.  En ese momento, únicamente Takanobu y Naganobu tenían habilidades suficientes como para encabezar ramas de la escuela.
Con el respaldo financiero del shogunato Tokugawa, Takanobu concibió y dirigió la decoración pictórica para el palacio nuevo del Emperador Go-Mizunoo;  este trabajo fue finalizado en 1614 con Takanobu aplicando los toques finales a muchos de los paneles correderos allí y en los edificios circundantes.  Los veinte tableros que representan a treinta y dos sabios chinos en el salón del trono del shishin-den están atribuidos a Takanobu.  Estos paneles son algunos de los pocos trabajos de Takanobu que han sobrevivido y son las pinturas conservadas más antiguas del shishin-den.
En 1617, Tannyū, el hijo mayor de Naganobu, fue convocado a Edo y convertido en un goyō eshi (ja
), un puesto de pintor exclusivo para el shogunato.  Otro de sus hijos, Kanō Naonobu (1607–50), sobre salió como cabeza de la rama de Kyoto a la muerte de Takanobu en 1618, aunque él también se mudará a Edo en 1630.  La línea continuaría con otro hijo de Mitsunobu, Sadanobu, quién murió sin un heredero en 1623, pero que había adoptado al hijo menor de Takanobu, Yasunobu, el cual continuó así la línea de Kyoto línea hasta que él también fue nombrado goyō eshi y se trasladó a Edo, aunque mantuvo su reclamación como cabeza de la rama de Kyoto.

## Galería

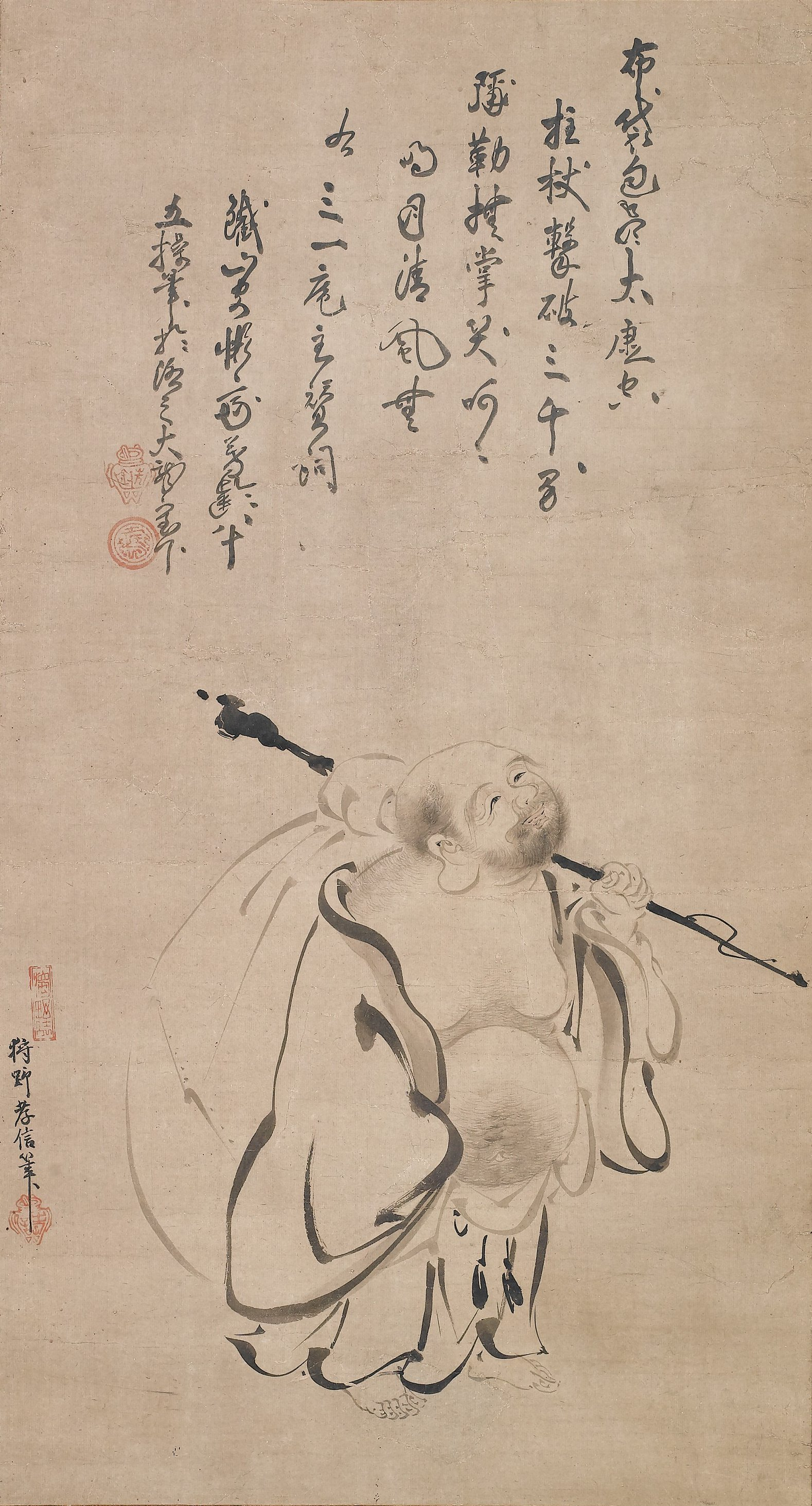
Hotei, 1616, Metropolitan Museum of Art.
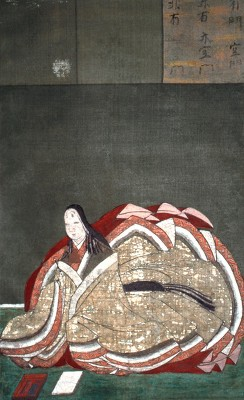
Retrato de Murasaki Shikibu

Rakuchu rakugai zu byobu (Fukuoka City Museum)